# Callidium brevicorne
Callidium brevicorne là một loài bọ cánh cứng trong họ Cerambycidae.